# Squatina
Squatina es el único género de la familia Squatinidae, referente a los tiburones ángel (Chondrichtyes: Elasmobranchii: Squatiniformes: Squatinidae) y comprende un total de 24 especies repartidas por todo el mundo.
Se tratan de tiburones aplanados dorsoventralmente que habitan las plataformas continentales, pudiendo llegar hasta los 500 m de profundidad. Su tamaño es moderado, pudiendo llegar hasta los 2 m. Se caracterizan por tener unas amplias aletas pectorales. Son especies bentónicas principalmente ictiófagas que utilizan la depredación por emboscada para poder alimentarse. Su dieta se caracteriza se complementa generalmente por distintas especies de moluscos, cefalópodos u otros elasmobranquios. 
Las 24 especies están distribuidas globalmente des de mares templados a tropicales. Algunas especies tienen un amplio rango geográfico aunque la mayoría están restringidas a un área más pequeña. Esta restricción geográfica se debe a su comportamiento bentónico estacionario. En este género la migración transoceánica es extremadamente improbable, aunque se han reportado patrones migratorios costeros a gran escala en especies como S. squatina y S. californica.
Actualmente la familia Squatinidae se encuentra entre las familias de elasmobranquios más amenazadas del mundo. La sobre pesca, la pesca accidental, la degradación de hábitats y la contaminación  han causado fuertes disminuciones en sus poblaciones, que actualmente se encuentran en riesgo de estinción. Más de la mitad de estas especies están listadas, según la IUCN Red List,  en una categoría de amenaza, 8 de ellas en peligro crítico, 1 estado vulnerable, 3 casi amenazadas, 5 de preocupación Menor, 1 con datos insuficientes y 1 no evaluada. 
Debido a su estado de amenaza es crucial su conservación y protección. 

## Especies
El género Squatina incluye 24 especies:
- Squatina varii
- Squatina argentina
- Squatina caillieti
- Squatina occulta
- Squatina africana
- Squatina squatina
- Squatina aculeata
- Squatina oculata
- Squatina japonica
- Squatina tergocellatoides
- Squatina formosa
- Squatina Nebulosa
- Squatina legnota
- Squatina australis
- Squatina albipunctata
- Squatina pseudocellata
- Squatina tergocellata
- Squatina armata
- Squatina guggenheim
- Squatina mapama
- Squatina david
- Squatina californica
- Squatina dumeril